# بروتوكول سيفرز
بروتوكول سيفر (بالفرنسية: Protocole de Sèvres) هو اتفاق سري أُبرم بين حكومات إسرائيل وفرنسا والمملكة المتحدة خلال مناقشات جرت بين 22 و24 أكتوبر 1956 في مدينة سيفر الفرنسية. تناول البروتوكول تنسيقًا سياسيًا وعسكريًا مشتركًا بين الدول الثلاث للإطاحة بالزعيم المصري جمال عبد الناصر، من خلال غزو واحتلال منطقة قناة السويس، وذلك ردًا على قيام الرئيس ناصر بتأميم القناة في 26 يوليو من العام نفسه.
شكّلت الخطط والاتفاقات التي تضمنها هذا البروتوكول الشرارة التي أشعلت أزمة السويس، والتي بدأت في 29 أكتوبر 1956.

## اجتماع سيفرز
في 22 أكتوبر، قام كلا من رئيس وزراء دولة إسرائيل ووزير الدفاع دافيد بن غوريون، ومدير عام وزارة الدفاع شيمون بيريز ورئيس أركان الجيش الإسرائيلي موشيه ديان برحلة سرية من إسرائيل لمنزل منعزل في سيفرز بفرنسا لمقابلة رئيس الوزراء الفرنسي جي موليه ووزير الدفاع الفرنسي بيرجس مانوري، ووزير الخارجية الفرنسي كريستيان بينو، ووزير الخارجية البريطاني سلوين لويد ومساعده السير باتريك دين وسكرتيره لوجان.

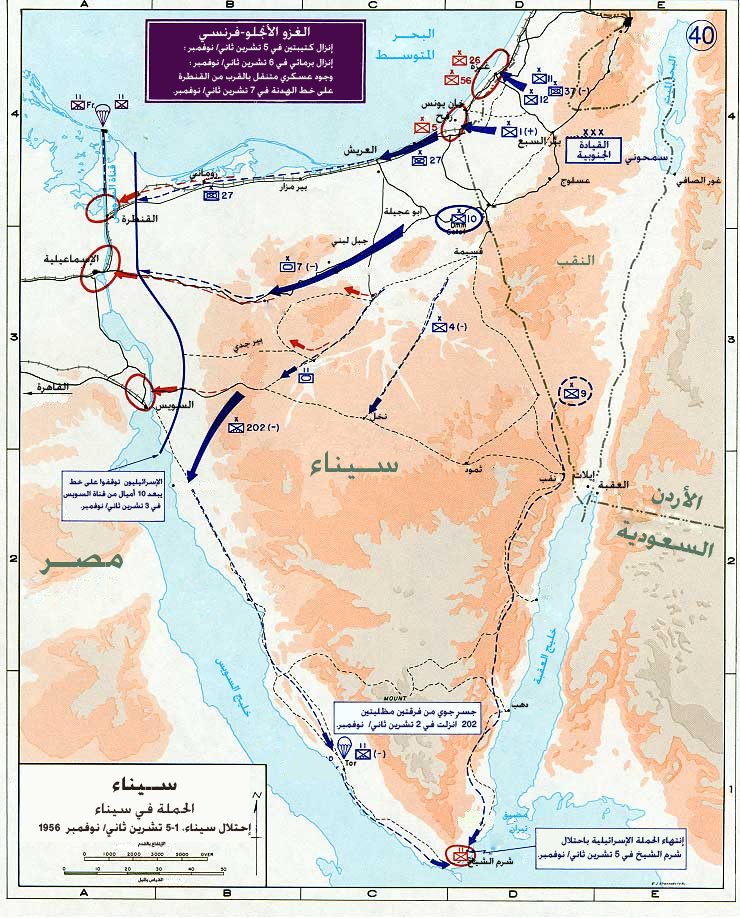
خريطة الغزو الأنجلو-فرنسي

قام الدبلوماسيون ومساعدوهم بوضع خطة من مرحلتين لغزو مصر، في البداية على إسرائيل أن تهاجم ثم تنضم إليها القوات البريطانية والفرنسية. كان من أصعب النقاط الوصول لخطة يتفق عليها الإسرائيليون والبريطانيون، وذلك لعدم ثقة الإسرائيلين في البريطانين، ولكن لأن الفرنسيين لم يكونوا على استعداد للتحرك بدون حلفاؤهم الإنجليز، فكان لزاما على الإسرائيلين القبول بالتعامل معهم. ومن جانب آخر ونظرا لارتباط بريطانيا بعلاقات قوية مع دول عربية كان لديهم تخوفاتهم من التعامل مع إسرائيل.
بعد 48 ساعة من المفاوضات تم توقيع اتفاق من سبع نقاط بين بن جوريون وبنوا ودين، وبسبب إصرار الدبلوماسيين الإسرائيلين وخوفهم من تنصل حلفاؤهم من مسئولياتهم أثناء الغزو، غادرت كل مجموعة سيفرز بنسخة موقعة من الاتفاقية مكتوبة بالفرنسية.

## الإنكار البريطاني
سير أنطوني إيدن، رئيس وزراء بريطانيا وقتها أنكر وجود معاهدة كتلك. في عام 1956, عندما أعلن السير فيليب وجود نسخ موقعة من الاتفاقية، خشى إيدن من تشكيل الإعلان عن تلك الوثيقة تهديدا للحكومات الثلاث، فقام بإرسال دين إلى فرنسا في 25 أكتوبر لجمع كل نسخ الاتفاقية والتخلص منها. لكن كرستيان بنوا رفض لأن الدبلوماسيين الإسرائيليين كانوا غادروا فرنسا. النسخة الإسرائيلية الأصلية من البروتوكول يعتقد بوجودها ضمن مجموعة أرشيف بن جوريون.

## البروتوكول موضع التنفيذ
بعد أربعة أيام من اجتماع سيفرز تقدمت القوات الإسرائيلية للهجوم على مصر، من ناحية أخرى وافق البريطانيون والفرنسيون على مشروع قرار أمريكي في مجلس الأمن يطالب بإنهاء التحركات الإسرائيلية، ثم بعد ذلك قامتا منفردتين بتوجيه نداء لكل من إسرائيل ومصر للانسحاب حتى 30 كم من قناة السويس. عندما رفضت مصر هذا النداء، أقدم البريطانيون والفرنسيون على الهجوم العسكري على مصر لتأمين منطقة القناة.

## مطبوعات
- تيرنر، باري. السويس 1956: أولى حروب النفط. هودر (2007).

## وصلات خارجية
- أوراق من مشروع التأريخ الشفهي للسويس
- أسرار واكاذيب في قلب حماقة بريطانيا الشرق أوسطية - أحد تقارير الجارديان الخاصة حول أزمة السويس.
- آفي شلايم، معاهدة سيفرز،1956: تشريح خطة حرب نسخة محفوظة 5 أبريل 2018 على موقع واي باك مشين. نشرت في الشئون الدولية، 73:3 (1997), 509-530
- مفكرة دين